# دكاكيرية اليد

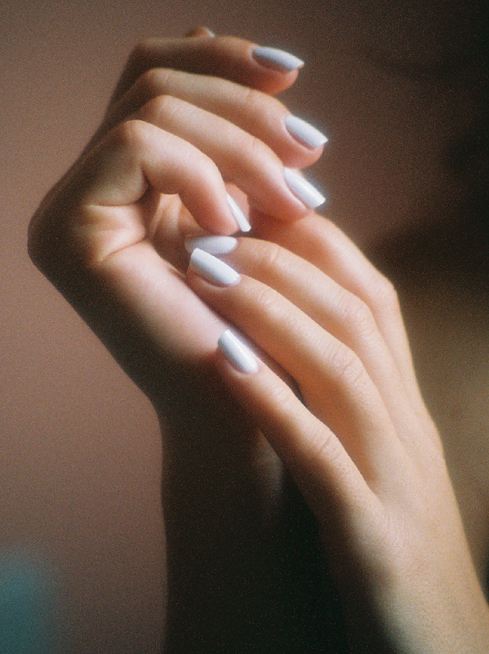
يدا إحدى إناث البشر

دكاكيرية اليد  أو الشبق الاجتزائي لليد يمكن أن يشمل الانجذاب الجنسي تجاه منطقة معينة من اليد كالأصابع مثلاً، أو راحة اليد أو الأظافر، أو الانجذاب الجنسي والشعور بالإثارة الجنسية تجاه أشياء محددة تفعلها اليدين أو تؤدى بواسطة اليدين، والتي تعتبر خارج هذا الانجذاب غير الطبيعي غير ذات طبيعة أو حتى إشارات جنسية، مثل غسل الأطباق أو تجفيفها على سبيل المثال، وهذه الدكاكيرية قد تعبر عن نفسها على أنها الرغبة في التفاعل الجسدي المباشر بالتلامس مع اليد أو كمجرد إلهام للخيالات الجنسية.
و تعتبر دكاكيرية اليد من الأشياء الموضوعة في اعتبارات صناعة الأفلام الإباحية كجزء من الشهوة الجنسية، ومع ذلك، فإنها واحدة من أقل الفتيشيات انتشاراً بين البشر، وذلك في نفس الوقت الذي تعتبر فيه دكاكيرية القدم هي الأكثر شيوعاً.
و عادة ما تقوم دكاكيرية اليد كإشارة بيولوجية على اعتبار أن الشريك بصحة جيدة ويمكن اعتباره شريكاً جنسياً محتملاً.

## الصفات العامة
دكاكيرية اليد هي الانجذاب الجنسي للأيدي، ويتم التعبير عن هذا الانجذاب بطرق شائعةً مثل الاستمناء بالأيدي (handjob) ومص الأصابع ولعق راحة اليد. ويعتبر الاستمناء عن طريق اليد هو الفعل الجنسي الأكثر شيوعاً وإن كان لا يرتبط دائماً بدكاكيرية الأيدي، ومع ذلك فإن هذا الاستمناء يلعب دوراً رئيسياً في ممارسات دكاكيرية الأيدي.
أما دكاكيرية الأظافر، فغالبا ما يتم اعتبارها نوعاً فرعياً من دكاكيرية اليد، ويتم التعبير عنها غالباً بالخدش بالأظافر وطلاء أو رسم الأظافر.

## الانتشار
في عام 2007، أجريت دراسة من قبل جامعة بولونيا على حوالي 5000 مشارك مولع (فتيشي) لمعرفة مدى انتشار هذه الدكاكيرية. وحللت الدراسة المحتوى داخل تجمعات الفتيشيين على شبكة الإنترنت فوجدت أنه فقط 669 مشاركا أشاروا إلى الأظافر، وهي امتداد لدكاكيرية اليد.
هذه النسبة لم تكن تشير إلى الأظافر على وجه التحديد، وقد كانت المحصلة عبارة عن 669 مشارك أي أقل من 1٪ من المشاركين ككل.

## اقرأ أيضاً
- الشبق الاجتزائي
- دكاكيرية القدم
- شذوذ جنسي